# Neoscona aldinei
Neoscona aldinei là một loài nhện trong họ Araneidae.
Loài này thuộc chi Neoscona. Neoscona aldinei được miêu tả năm 2008 bởi Alberto Barrion-Dupo.